# Nathalie-Syndrom
Das Nathalie-Syndrom oder Nathalie-Krankheit ist eine extrem seltene vererbbare Erkrankung mit frühkindlicher Taubheit, Katarakt, Muskelatrophie und Veränderungen im EKG.
Die Bezeichnung Nathalie-Syndrom wurde 1975 geprägt, als die Erkrankung bei vier Geschwistern einer Familie mit ukrainischen und niederländischen Vorfahren festgestellt wurde. Nathalie war der Name des ältesten Geschwister. Die Eltern waren gesund und nicht blutsverwandt. Die vier Patienten beiderlei Geschlechts schienen alle viel jünger zu sein als ihr chronologisches Alter, und drei von vier hatten eine Körpergröße von unter 165 cm. Der Tod tritt im frühen bis mittleren Erwachsenenalter ein.

## Verbreitung
Bislang wurde nur eine Familie beschrieben, die Vererbung erfolgt autosomal-rezessiv.

## Ursache
Die Ätiologie ist nicht bekannt.

## Klinische Erscheinungen
Klinische Kriterien sind:
- Frühkindliche Taubheit
- Beidseitige Katarakt
- Muskelatrophie, vermutlich spinal
- EKG-Veränderungen
- Skelettauffälligkeiten wie Osteochondrose
- Wachstumsverzögerung
- Unterentwickelte sekundäre Geschlechtsmerkmale

## Differentialdiagnose
Abzugrenzen sind:
- Fazio-Londe-Syndrom
- Amyotrophe Lateralsklerose
- Brown-Vialetto-van-Laere-Syndrom
- Joubert-Syndrom
- Motoneuron-Krankheit Madras (MMND)